# Symmetry454
Il calendario Symmetry454 (Sym454) è una proposta di riforma del calendario creata da Irv Bromberg dell'Università di Toronto, Canada. È un calendario solare perenne che conserva il tradizionale schema dei mesi e la settimana di 7 giorni, ha trimestri uguali simmetrici nell'82% degli anni nel suo ciclo di 293 anni e inizia ogni mese di lunedì.

## Anno solare
Il calendario proposto è strutturato come segue:
| Mo | Tu | We | Th | Fr | Sa | Su |
| -- | -- | -- | -- | -- | -- | -- |
| 1  | 2  | 3  | 4  | 5  | 6  | 7  |
| 8  | 9  | 10 | 11 | 12 | 13 | 14 |
| 15 | 16 | 17 | 18 | 19 | 20 | 21 |
| 22 | 23 | 24 | 25 | 26 | 27 | 28 |
|    |    |    |    |    |    |    |

| Mo | Tu | We | Th | Fr | Sa | Su |
| -- | -- | -- | -- | -- | -- | -- |
| 1  | 2  | 3  | 4  | 5  | 6  | 7  |
| 8  | 9  | 10 | 11 | 12 | 13 | 14 |
| 15 | 16 | 17 | 18 | 19 | 20 | 21 |
| 22 | 23 | 24 | 25 | 26 | 27 | 28 |
| 29 | 30 | 31 | 32 | 33 | 34 | 35 |

| Mo | Tu | We | Th | Fr | Sa | Su |
| -- | -- | -- | -- | -- | -- | -- |
| 1  | 2  | 3  | 4  | 5  | 6  | 7  |
| 8  | 9  | 10 | 11 | 12 | 13 | 14 |
| 15 | 16 | 17 | 18 | 19 | 20 | 21 |
| 22 | 23 | 24 | 25 | 26 | 27 | 28 |
|    |    |    |    |    |    |    |

| Mo | Tu | We | Th | Fr | Sa | Su |
| -- | -- | -- | -- | -- | -- | -- |
| 1  | 2  | 3  | 4  | 5  | 6  | 7  |
| 8  | 9  | 10 | 11 | 12 | 13 | 14 |
| 15 | 16 | 17 | 18 | 19 | 20 | 21 |
| 22 | 23 | 24 | 25 | 26 | 27 | 28 |
|    |    |    |    |    |    |    |

| Mo | Tu | We | Th | Fr | Sa | Su |
| -- | -- | -- | -- | -- | -- | -- |
| 1  | 2  | 3  | 4  | 5  | 6  | 7  |
| 8  | 9  | 10 | 11 | 12 | 13 | 14 |
| 15 | 16 | 17 | 18 | 19 | 20 | 21 |
| 22 | 23 | 24 | 25 | 26 | 27 | 28 |
| 29 | 30 | 31 | 32 | 33 | 34 | 35 |

| Mo | Tu | We | Th | Fr | Sa | Su |
| -- | -- | -- | -- | -- | -- | -- |
| 1  | 2  | 3  | 4  | 5  | 6  | 7  |
| 8  | 9  | 10 | 11 | 12 | 13 | 14 |
| 15 | 16 | 17 | 18 | 19 | 20 | 21 |
| 22 | 23 | 24 | 25 | 26 | 27 | 28 |
|    |    |    |    |    |    |    |

| Mo | Tu | We | Th | Fr | Sa | Su |
| -- | -- | -- | -- | -- | -- | -- |
| 1  | 2  | 3  | 4  | 5  | 6  | 7  |
| 8  | 9  | 10 | 11 | 12 | 13 | 14 |
| 15 | 16 | 17 | 18 | 19 | 20 | 21 |
| 22 | 23 | 24 | 25 | 26 | 27 | 28 |
|    |    |    |    |    |    |    |

| Mo | Tu | We | Th | Fr | Sa | Su |
| -- | -- | -- | -- | -- | -- | -- |
| 1  | 2  | 3  | 4  | 5  | 6  | 7  |
| 8  | 9  | 10 | 11 | 12 | 13 | 14 |
| 15 | 16 | 17 | 18 | 19 | 20 | 21 |
| 22 | 23 | 24 | 25 | 26 | 27 | 28 |
| 29 | 30 | 31 | 32 | 33 | 34 | 35 |

| Mo | Tu | We | Th | Fr | Sa | Su |
| -- | -- | -- | -- | -- | -- | -- |
| 1  | 2  | 3  | 4  | 5  | 6  | 7  |
| 8  | 9  | 10 | 11 | 12 | 13 | 14 |
| 15 | 16 | 17 | 18 | 19 | 20 | 21 |
| 22 | 23 | 24 | 25 | 26 | 27 | 28 |
|    |    |    |    |    |    |    |

| Mo | Tu | We | Th | Fr | Sa | Su |
| -- | -- | -- | -- | -- | -- | -- |
| 1  | 2  | 3  | 4  | 5  | 6  | 7  |
| 8  | 9  | 10 | 11 | 12 | 13 | 14 |
| 15 | 16 | 17 | 18 | 19 | 20 | 21 |
| 22 | 23 | 24 | 25 | 26 | 27 | 28 |
|    |    |    |    |    |    |    |

| Mo | Tu | We | Th | Fr | Sa | Su |
| -- | -- | -- | -- | -- | -- | -- |
| 1  | 2  | 3  | 4  | 5  | 6  | 7  |
| 8  | 9  | 10 | 11 | 12 | 13 | 14 |
| 15 | 16 | 17 | 18 | 19 | 20 | 21 |
| 22 | 23 | 24 | 25 | 26 | 27 | 28 |
| 29 | 30 | 31 | 32 | 33 | 34 | 35 |

| Mo | Tu | We | Th | Fr | Sa | Su |
| -- | -- | -- | -- | -- | -- | -- |
| 1  | 2  | 3  | 4  | 5  | 6  | 7  |
| 8  | 9  | 10 | 11 | 12 | 13 | 14 |
| 15 | 16 | 17 | 18 | 19 | 20 | 21 |
| 22 | 23 | 24 | 25 | 26 | 27 | 28 |
| 29 | 30 | 31 | 32 | 33 | 34 | 35 |

Gli ultimi 7 giorni di dicembre, indicati in grigio, sono giorni intercalari che vengono aggiunti solo alla fine degli anni bisestili.
L'idea di mesi composti da 4 o 5 settimane intere non è nuova, essendo stata proposta negli anni '70 da Chris Carrier per il calendario civile bonaviano e da Joseph Shteinberg per il suo "Calendario senza settimane divise". Mentre il primo ha 5 + 4 + 4 settimane per trimestre e il secondo ha 4 + 4 + 5 settimane per trimestre, il calendario Symmetry454 ha 4 + 5 + 4 settimane simmetriche per trimestre, motivo per cui si chiama Symmetry454. I trimestri equilibrati sono auspicabili per le aziende perché facilitano la pianificazione e l'analisi fiscale.
Ogni mese ha un numero intero di settimane, di conseguenza nessun mese ha mai una settimana tronca. Ogni data cade sempre nello stesso giorno della settimana ogni mese e ogni anno; in particolare, non c'è mai un venerdì 13 in questo calendario.
Tutte le festività, i compleanni, gli anniversari, ecc. sono fissati in modo permanente, così come tutti i numeri ordinali dei giorni e delle settimane.

## Regola dell'anno bisestile
A differenza del Calendario mondiale o del Calendario fisso internazionale (noto anche come Calendario di 13 mesi), non ci sono giorni intercalari programmati individualmente al di fuori della tradizionale settimana di 7 giorni. L'allineamento del ciclo dei giorni feriali con il giorno di Capodanno si ottiene invece utilizzando una settimana bisestile, aggiunta una volta ogni 5 o 6 anni. Negli anni bisestili, dicembre diventa un mese di 5 settimane. Nell'anno solare sopra riportato, la settimana bisestile è indicata in grigio.
La regola preferita dell'anno bisestile in Symmetry454 si basa su un ciclo simmetrico di 293 anni con 52 anni bisestili a intervalli il più uniformemente possibile:
È un anno bisestile solo se il resto di (52 × Anno + 146) / 293 è minore di 52.
Questa espressione fa sì che gli intervalli degli anni bisestili rientrino in modelli di sottocicli di (5+6+6) = 17 o (5+6) = 11 anni, che si raggruppano simmetricamente in 17+11+17 = 45 o in 17+17+11+17+17 = 79 anni. Il raggruppamento simmetrico completo per ciascun ciclo è: 45+79+45+79+45 = 293 anni. Al di fuori della teoria del calendario, questa disposizione è nota come massima uniformità .
Il ciclo intercalare 52/293 ha un anno solare medio di 365 +71 / 293 giorni, ovvero 365 giorni 5 ore 48 minuti e circa 56,5 secondi, il che è volutamente leggermente più breve dell'anno equinoziale medio verso nord dell'era attuale, che è di 365 giorni 5 ore 49 minuti e 0 secondi (tempo solare medio). È volutamente leggermente più breve perché più breve è la differenza, meno spesso è necessario aggiungere una settimana bisestile. Se fosse leggermente più grande, bisognerebbe eliminare una settimana dal calendario (di fatto, un anno bisestile negativo), il che è meno auspicabile e dannoso che aggiungerne una.

## Aritmetica del calendario
Il calcolatore di calendario Kalendis illustra il calendario Symmetry454 e converte le date tra Symmetry454 e una serie di altri calendari.
L'aritmetica Symmetry454 è completamente documentata e resa di pubblico dominio per un'implementazione informatica royalty-free.
Ufficialmente, Symmetry454 è attivo dal 1° gennaio 2005, il primo giorno di Capodanno dopo la sua nascita. La sua epoca prolettica, tuttavia, cadeva nello stesso giorno dell'epoca prolettica del calendario gregoriano = 1° gennaio dell'anno 1 d.C.

## Pasqua in data fissa
In via provvisoria, domenica 7 aprile nel calendario Symmetry454 viene proposta come data fissa per la Pasqua, sulla base di un'analisi di frequenza della distribuzione delle date gregoriane o astronomiche della Pasqua.
Nel calendario Symmetry454 ci sono solo cinque date possibili per la Pasqua, poiché solo i numeri dei giorni divisibili per 7 possono essere domenica. Le tre date in cui la Pasqua può cadere con maggiore frequenza sono il 28 marzo, il 7 aprile e il 14 aprile. Selezionando la data centrale (7 aprile) la Pasqua si collocherebbe nella sua posizione mediana all'interno del suo intervallo di distribuzione.